# Shining Blade
Shining Blade (シャイニング・ブレイド, Shainingu Bureido) es un videojuego de rol táctico desarrollado y distribuido por Sega para la PlayStation Portable. Es el cuarto juego de la serie Shining con personajes diseñados por Tony Taka, siendo los otros tres Shining Tears, Shining Wind y Shining Hearts. Shining Blade fue lanzado en Japón el 15 de marzo de 2012.

## Jugabilidad
El sistema de batalla del juego se llama «Concerto» y es un sistema de batalla estratégico en tiempo real similar al sistema de Sakura Wars y Valkyria Chronicles. El jugador emplea espadas, arcos y magia en un sistema de batalla que hace énfasis en la cooperación entre personajes—de ahí el nombre «Concerto». El jugador forma un grupo de hasta cinco miembros para la batalla. El daño dependerá de la posición de los personajes. Además, los enemigos caídos soltaran ítems que podrán ser recolectados.
Las cantantes son miembros especiales del grupo de combate. Al interpretar su canción mágica pueden lograr varios efectos durante la batalla, como evitar que los enemigos se muevan, o incrementar la cantidad de movimientos de los personajes, acelerando el ritmo del grupo. Algunas canciones hasta pueden utilizarse para atacar. Interpretar canciones requiere maná.
El juego también presenta relaciones entre personajes. Dependiendo de las elecciones del jugador durante las cinemáticas de los eventos, los movimientos y el uso de habilidades grupales durante las batallas, las relaciones de los personajes cambiarán.

## Trama

### Historia
Dentro del Imperio de Dragonia se empieza a desenvolver un plan para revivir al líder del Dragón Oscuro debilitando la energía espiritual de la tierra. Con dragones gigantes arrasando el terreno, y el mundo sumido en el caos, toda esperanza recae en la recuperación de la misteriosa Hoja Resplandeciente. Y así, se le asigna la tarea a Rage de obtener la legendaria Hoja y encontrar a Loreley, quien canta la Canción de Maná.

### Personajes
- Rage (レイジ, Reiji), con la voz de: Sōichirō Hoshi. El protagonista principal del juego. Rage es un gran espadachín que viene de otro mundo.[3] Se le ha asignado la tarea de encontrar la legendaria Hoja Resplandeciente. Rage porta una hoja de alma llamada Yukihime, quien puede alternar entre forma de hoja y forma humana a voluntad, por ser un espíritu. Dependiendo de su estado emocional, la forma que tome como espada cambiará.[2]
- Altina (アルティナ, Arutina), con la voz de: Marina Inoue. Princesa del reino del bosque Fontina y espíritu protector del sagrado Bosque Plateado de los elfos. Luego de encontrar a Rage en la orilla, decide acompañarlo en su búsqueda. Altina es una princesa correcta, atada a las estrictas leyes de los elfos.[4] Utiliza arcos y flechas en combate.[3]
- Fenrir (フェンリル, Fenriru), con la voz de: Tetsu Inada. El segundo al mando de la unidad de producción del Frente de Liberación de Valeria, un bando opositor al Imperio de Dragonia. Fenrir es un veterano del campo de batalla con un liderazgo único, y es capaz de proveer apoyo flexible. Es un hombre de confiar.[4]
- Roselinde (ローゼリンデ, Rōzerinde), con la voz de: Houko Kuwashima. La sacerdotisa del imperio. Debido a la resurrección del Dragón Oscuro, ella ha atraído muchas apariciones llenas de emociones negativas.[5]
- Fafner (ファフナー, Fafunā), con la voz de: Akira Ishida. Un caballero del imperio y escolta de Roselinde. Es capaz de blandir la Espada de Cristal con facilidad. En realidad es un hombre llamado Kaito.[5]
- Sleipnir (スレイプニル, Sureipuniru), con la voz de: Nobutoshi Canna. Un jinete del desierto que ha sido revivido por el poder del imperio, y es uno de los esbirros del Dragón Oscuro.[5]
- Yukihime (ユキヒメ), con la voz de: Ryōko Shiraishi
- Misty (ミスティ), con la voz de: Tamura Yukari
- Elmina (エルミナ), con la voz de: Saori Hayami
- Sakuya (サクヤ), con la voz de: Nana Mizuki
- Touka Kureha (呉羽 冬華), con la voz de: Yui Horie. Una arquera colegiala proveniente del videojuego Shining Wind que pelea contra Sleipnir en el desierto.
- Kanon Seena (椎名 夏音), con la voz de: Nana Mizuki. Amiga cercana de Touka.
- Ein Xecty (ゼクティ・アイン), con la voz de: Houko Kuwashima. Ha sido parte del Imperio Demoníaco de Alquimia Baelgard (Reino de elfos Astraea). Fue revivida como una colegiala de la secundaria St Luminious que lleva una katana en lugar de su espada de elfo; también se enfrenta a Sleipnir en el desierto.